# Bödeli

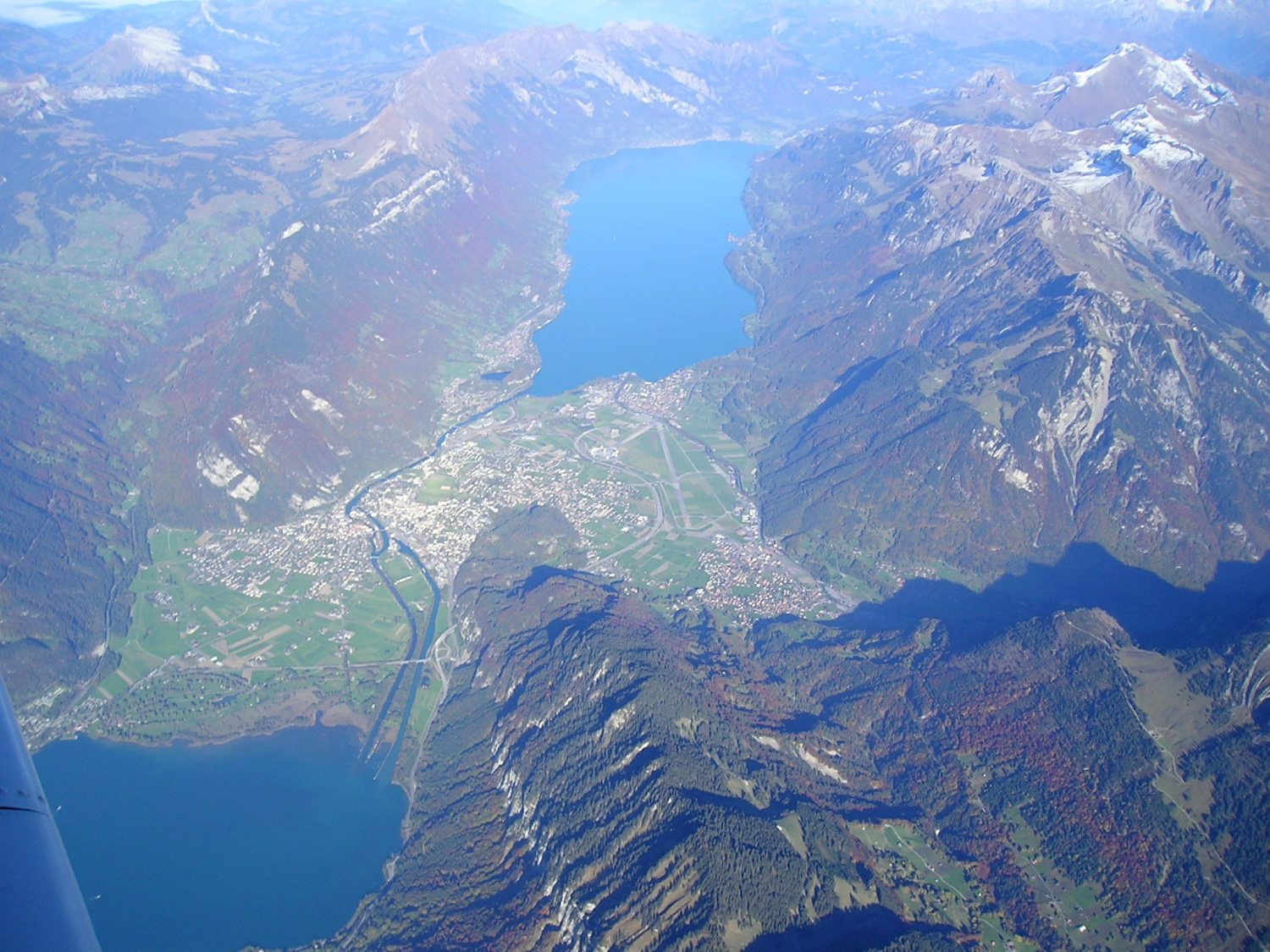
Bödeli från 4000 meters höjd.

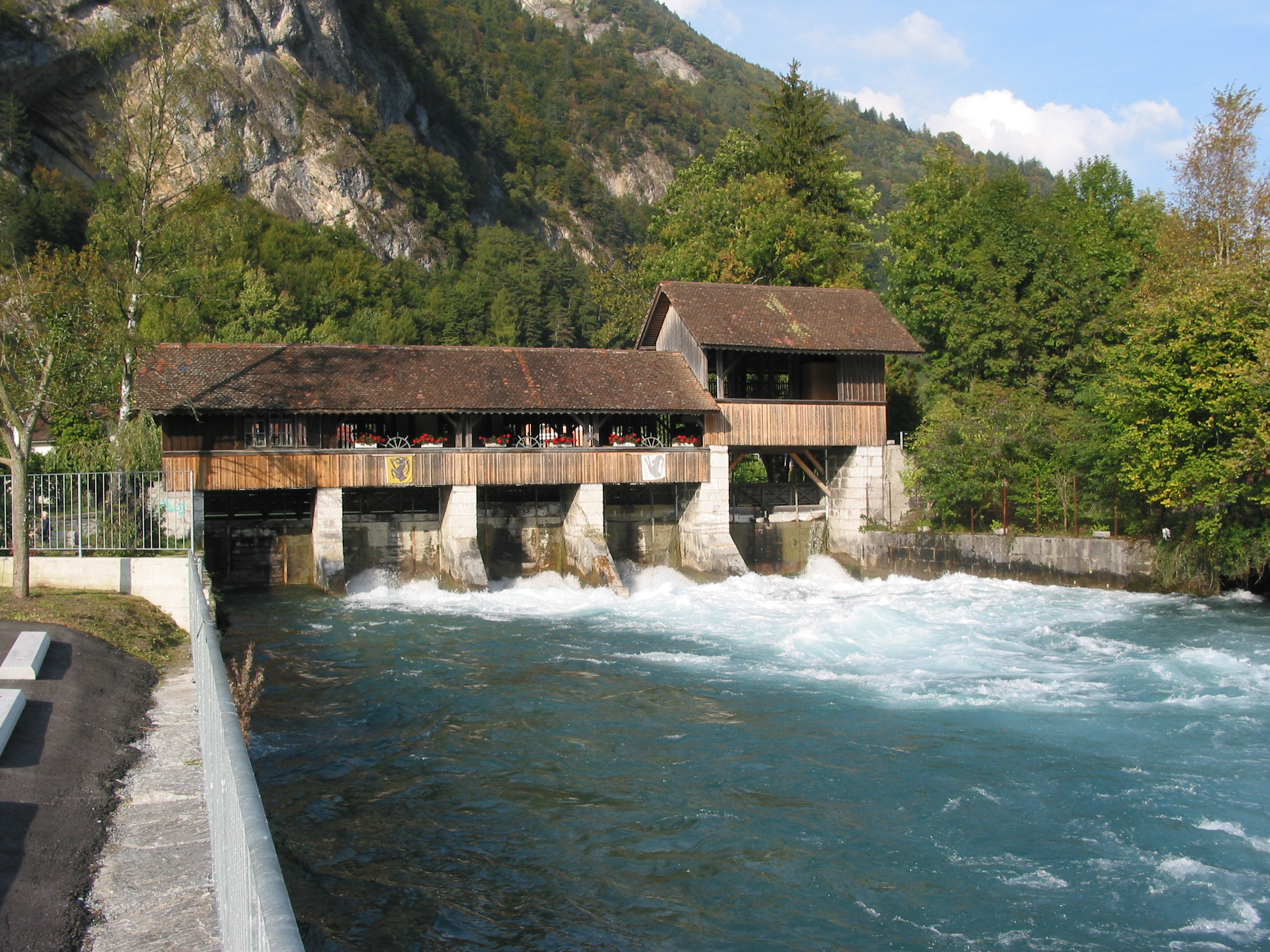
Damm som kontrollerar vattenflödet i Aare i mitten av Bödeli.

Bödeli är en landtunga mellan Thunsjön och Brienzsjön i Berner Oberland i Schweiz. Floderna Lütschine från söder och Lombach från norr har sedan den senaste istiden medfört avsättningar som har skilt de två insjöarna från varandra. I dag ligger Brienzsjön två meter högre än Thunsjön, och floden Aare rinner från den ena insjön till den andra genom Bödeli.
I Bödeli ligger städerna Unterseen, Interlaken och Matten, och i söder gränsar området till kommunerna Wilderswil och Bönigen.